# علی نظری (سیاستمدار)
علی نظری (زادهٔ ۱۳۴۳ در تهران) نمایندهٔ حوزهٔ انتخابیهٔ اراک در دورهٔ ششم مجلس شورای اسلامی بوده‌است.